# Ali Asgari
Ali Asgari (Teheran, 25 de juliol de 1982) és un director de cinema iranià.

## Biografia
Nascut a Teheran, comença al cinema treballant com assistent a diverses pel·lícules d'altres directors. Més endavant, es mudaria a Itàlia, on estudiaria cinema. El 2011 publica el seu primer curtmetratge, Tonight Is Not a Good Night For Dying.
El seu primer llargmetratge fon Disapearance, estrenat el 2017. El 2022 estrena la pel·lícula Until Tomorrow, que narra la història d'una mare fadrina que viu a Teheran. El 28 d'octubre del 2022 va guanyar la Palmera d'Or a la XXXVII Mostra de València.